# Жан Босежур
Жан Андре Емануел Босежур Коликео (шп. Jean André Emanuel Beausejour Coliqueo; 1. јун 1984) чилеански је бивши фудбалер који игра на позицији левог крила. 
Током каријере је играо у неколико светских земаља, укључујући и Чиле, Бразил и Мексико, пре него се 2010. Године преселио у Енглеску, где прво игра за Бирмингем сити.
За репрезентацију Чилеа наступао је од 2004. и забележио је 109 наступа. 2014. године је постао први играч Чилеа који је постигао гол на два узастопна светска првенства.